# فاری اگری
فاری اگری (انگلیسی: Farri Agri؛ زادهٔ ۸ اوت ۱۹۹۲) بازیکن فوتبال اهل اندونزی است که در پست هافبک برای باشگاه الغرافه قطر در لیگ ستارگان بازی می‌کند.